# Resposta ao impulso

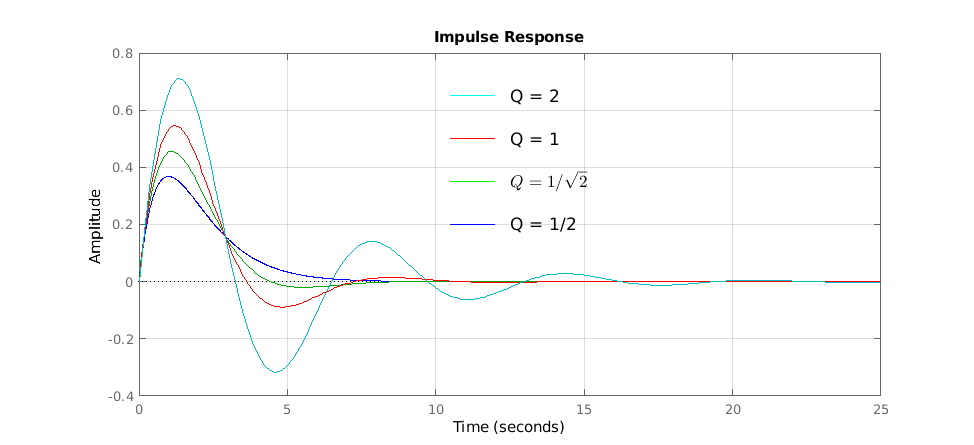
Exemplo de resposta ao impulso

Em processamento de sinais, a resposta ao impulso de um sistema é a saída dele quando em sua entrada é colocado um impulso.
Em sistemas lineares invariantes no tempo (LIT) a resposta ao impulso é uma característica importantíssima. Ela permite calcular a saída do sistema para qualquer sinal de entrada, através da convolução deste com a resposta ao impulso do sistema. Além disso, analisando-se a resposta ao impulso deste tipo de sistema, pode-se caracterizá-lo completamente.
Podemos definir matematicamente o impulso como {\displaystyle {du(t) \over dt}=\delta (t)}, onde u(t) é a função degrau (degrau de Heaviside).

## Aplicações práticas
Na prática, não é possível produzir um impulso perfeito pra que seja usado de teste. Portanto, um breve pulso as vezes é usado como aproximação de um impulso. Considerando que o pulso será curto o suficiente comparada com a resposta do impulso, o resultado será próximo, teoricamente, de uma resposta de impulso verdadeira.

### Alto-falantes
Uma aplicação que comprova essa ideia é o desenvolvimento de alto-falantes de impulso de resposta  testados em 1970. Alto-falantes sofrem de imprecisão de fase, um defeito diferente de qualquer outra propriedade medida, como resposta em frequência. Imprecisão de fase é causada por frequências atrasadas, que são o resultado de cruzamentos passivos, mas que também são causadas por ressonância, energia estocada no cone, volume interno, ou painéis enclausurados vibrando. Medindo a resposta do impulso, obtém-se uma ferramenta para reduzir as ressonâncias pelo uso de materiais melhores para os cones e os painéis, assim como muda os cruzamentos dos alto-falantes. 

### Aplicações de áudio e acústica
Em aplicações de áudio e acústica, resposta de impulsos possibilita que as características da acústica do local, como em um teatro, sejam capturadas. Há vários pacotes disponíveis contendo resposta de impulsos em locais específicos, desde quartos pequenos até grandes teatros. Esses respostas de impulso pode então ser utilizadas em aplicações de convoluções de ressonância para fazer com que as características acústicas de um lugar específico seja aplicado em um áudio selecionado. 